# Palavas-les-Flots

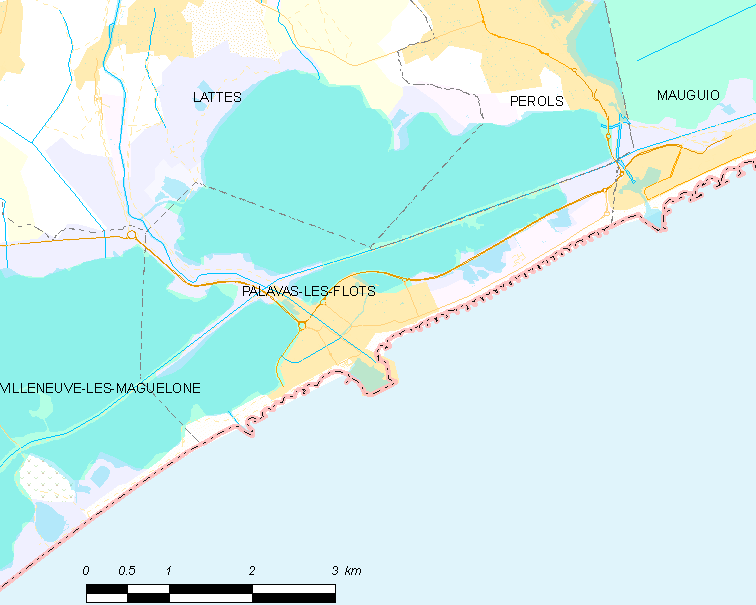
Mapa

 Palavas-les-Flots  es una población y comuna francesa, situada en la región de Occitania, departamento de Hérault, en el distrito de Montpellier y cantón de Lattes. Es un destino popular para los franceses durante los meses de verano.

## Geografía
La ciudad se encuentra en el sur de Francia, a 10 km de Montpellier, la capital del departamento. El mar Mediterráneo bordea la ciudad.

### Clima
La ciudad tiene un clima mediterráneo. El verano es cálido y seco y el invierno suave y húmedo.
| Parámetros climáticos promedio de Palavas-les-Flots              | Parámetros climáticos promedio de Palavas-les-Flots | Parámetros climáticos promedio de Palavas-les-Flots | Parámetros climáticos promedio de Palavas-les-Flots | Parámetros climáticos promedio de Palavas-les-Flots | Parámetros climáticos promedio de Palavas-les-Flots | Parámetros climáticos promedio de Palavas-les-Flots | Parámetros climáticos promedio de Palavas-les-Flots | Parámetros climáticos promedio de Palavas-les-Flots | Parámetros climáticos promedio de Palavas-les-Flots | Parámetros climáticos promedio de Palavas-les-Flots | Parámetros climáticos promedio de Palavas-les-Flots | Parámetros climáticos promedio de Palavas-les-Flots | Parámetros climáticos promedio de Palavas-les-Flots |
| Mes                                                              | Ene.                                                | Feb.                                                | Mar.                                                | Abr.                                                | May.                                                | Jun.                                                | Jul.                                                | Ago.                                                | Sep.                                                | Oct.                                                | Nov.                                                | Dic.                                                | Anual                                               |
| ---------------------------------------------------------------- | --------------------------------------------------- | --------------------------------------------------- | --------------------------------------------------- | --------------------------------------------------- | --------------------------------------------------- | --------------------------------------------------- | --------------------------------------------------- | --------------------------------------------------- | --------------------------------------------------- | --------------------------------------------------- | --------------------------------------------------- | --------------------------------------------------- | --------------------------------------------------- |
| Temp. máx. media (°C)                                            | 12.6                                                | 12.8                                                | 15.9                                                | 18.2                                                | 22.6                                                | 26.4                                                | 29.3                                                | 29.9                                                | 25.5                                                | 22.5                                                | 17.3                                                | 13.2                                                | 20.5                                                |
| Temp. media (°C)                                                 | 7.2                                                 | 8.1                                                 | 10.9                                                | 13.5                                                | 17.3                                                | 21.2                                                | 23.7                                                | 24.1                                                | 20.6                                                | 16.2                                                | 11.1                                                | 8.8                                                 | 15.2                                                |
| Temp. mín. media (°C)                                            | 4.4                                                 | 4.7                                                 | 5.9                                                 | 8.7                                                 | 12.5                                                | 16.7                                                | 18.5                                                | 18.9                                                | 15.3                                                | 11.9                                                | 6.8                                                 | 4.7                                                 | 10.7                                                |
| Fuente n.º 1: Météo France                                       |                                                     |                                                     |                                                     |                                                     |                                                     |                                                     |                                                     |                                                     |                                                     |                                                     |                                                     |                                                     |                                                     |
| Fuente n.º 2: Infoclimat.fr (humidity and snowy days, 1961–1990) |                                                     |                                                     |                                                     |                                                     |                                                     |                                                     |                                                     |                                                     |                                                     |                                                     |                                                     |                                                     |                                                     |

## Playa
La ciudad tiene una larga playa con fina arena, y un puerto deportivo. 